# Záhada hlavolamu
Záhada hlavolamu je román pro mládež českého spisovatele Jaroslava Foglara. Původně vycházel v letech 1940–1941 na pokračování v časopise Mladý hlasatel, knižně byl poprvé vydán v roce 1941. Jedná se o první díl Stínadelské trilogie o chlapeckém klubu Rychlých šípů, které v tajemné čtvrti Stínadla, obývané hochy sdruženými v organizaci Vontů, pátrají po původu a osudu záhadného hlavolamu zvaného ježek v kleci a jeho vynálezci Janu Tleskačovi. Román patří k nejznámějším a nejúspěšnějším Foglarovým dílům, jeho motivy a dějové prvky dosáhly obecné známosti a staly se součástí českého kulturního povědomí.
Na Záhadu hlavolamu navazuje román Stínadla se bouří, který byl poprvé vydáván v letech 1946–1947. V roce 1986 doplnil trilogii román Tajemství Velkého Vonta. Kombinací prvních dvou dílu trilogie vznikla televizní adaptace, seriál Záhada hlavolamu, jenž byl premiérově vysílán v letech 1969–1970. Roku 1993 pak byl do kin uveden celovečerní film Záhada hlavolamu.

## Příběh

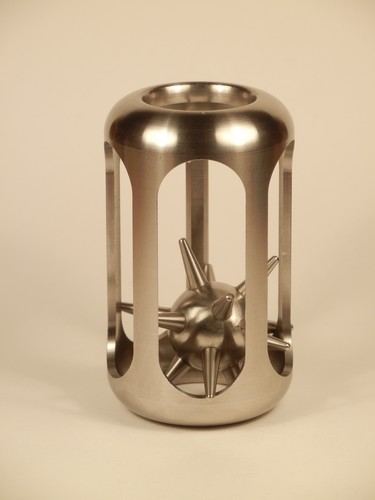
Model ježka v kleci podle románového popisu

Rychlé šípy, klub pěti čestných a podnikavých hochů vedený Mirkem Dušínem, začnou asi dva roky po svém vzniku vydávat vlastní věstník pro chlapce i děvčata ze čtvrtě Druhá strana, který se záhy změní do klubového časopisu nazvaného TAM-TAM. Když jednou kdosi na zeď ohrady nakreslí ježka v kleci, hlavolam opředený řadou legend, motivuje to hochy získat o něm nějaké další informace pro svůj časopis. Rozhodnou se proto vydat do Stínadel, tajemné a starobylé sousední čtvrti, odkud ježek v kleci pochází. Je to odvážný a riskantní podnik, neboť tamní chlapecká organizace Vontů nemilosrdně trestá každého cizího vetřelce. Rychlé šípy si pro větší bezpečnost opatří žluté špendlíky na klopu, které jsou vontským symbolem. To už jsou ale jen čtyři, protože nejmladší člen Červenáček je mezitím viděn, jak tajně na vlastní pěst do Stínadel jde, a když to pak na schůzce nedokáže vysvětlit, z klubu odejde.
Zbylá čtveřice (kromě Mirka Dušína to jsou Jarka Metelka, Jindra Hojer a Rychlonožka) díky své odvaze, důvtipu a jisté dávce štěstí postupně nalezne všechny části ztraceného deníku zámečnického učně Jana Tleskače a objeví i zapomenutou podzemní chodbu z opuštěného kostela sv. Jakuba, využívaného nyní Vonty pro tajné slavnosti a shromáždění. Rychlé šípy z deníku vyčtou, že Tleskač pracoval na úžasném vynálezu létacího kola a že jeho tragickou smrt pádem z kostelní zvonice možná způsobil jeho mistr, zlý muž označovaný v deníku jako Em. Výrobní plán létacího kola má být ukryt právě v ježkovi v kleci, který je nyní vrcholnou vontskou insignií, drženou vždy aktuálním Velkým Vontem. Pouze Rychlé šípy však díky deníku znají postup, jak ježka dostat z klece ven a moci ho rozšroubovat. Během dalších výprav do Stínadel se seznámí a nakonec i spřátelí s Otakarem Losnou, jedním z kandidátů v nadcházející volbě nového Velkého Vonta. Když se od něj dozví, že ježek v kleci je právě symbolem Velkého Vontství, rozhodnou se mu Rychlé šípy při volbách pomoct, aby se jeho prostřednictvím k ježkovi dostaly. Rozvážný, slušný a čestný Losna se jim také zdá mnohem lepší než jeho protikandidát Štěpán Mažňák. Krátce před volbou se ještě stihnou udobřit s Červenáčkem, který se mezitím z nouze přidal ke konkurenční partě Tondy Plíhala a Bratrstva Kočičí pracky a kterého ve Stínadlech zachrání z vontského zajetí.
Losna ve volbě skutečně zvítězí, když rozhodující bod získá díky znalosti návodu na vyjmutí ježka z klece, který mu řekly Rychlé šípy. Ve chvíli, kdy od odstupujícího Velkého Vonta přebírá funkci, však do kostela vběhne Mažňákův otec, který mu ježka vytrhne a chce s ním utéct. Spadne ale do stoky tekoucí pod kostelem, ježka v ní ztratí a později zemře na otravu způsobenou požitím kontaminované vody. Jeho čin Rychlým šípům objasní, že právě on byl onen záhadný Em, který jako jediný člověk ještě tušil, že ježek ukrývá nějaké ohromné tajemství, a snažil se ho získat skrze svého syna. Ztrátou ježka fatálně otřesená vontská organizace se zhroutí, převládnou nesváry způsobené vyhrocenou volební kampaní, a Velkým Vontem se nestane nikdo. Zklamané Rychlé šípy o celé historii alespoň napíšou pojednání do TAM-TAMu (pouze existenci plánu létacího kola si nechají pro sebe), aby se i Druhostraníci dozvěděli něco o tajemné historii Stínadel a Vontů.

## Vznik a vydávání
Od konce roku 1938 vycházel v časopisu Mladý hlasatel komiks s Rychlými šípy, který psal Jaroslav Foglar a kreslil Jan Fischer. Kreslené příběhy o chlapeckém klubu měly u čtenářů velký úspěch a Foglar, redaktor Mladého hlasatele, začal psát román o Rychlých šípech, který nazval Záhada hlavolamu. Ten vycházel nejprve v podobě na pokračování jako vkládaná příloha VI. ročníku Mladého hlasatele od č. 1 z 30. srpna 1940 do č. 28 z 8. března 1941. Jednalo se o 14. svazek knihovny Mladého hlasatele. Knižně byl román poprvé vydán v květnu 1941 v nakladatelství Jan Kobes.

### Knižní česká vydání
Přehled knižních vydání v češtině:
- 1941 – 1. vydání, nakladatelství Jan Kobes, ilustrace Jan Fischer
- 1942 – dotisk 1. vydání, nakladatelství Jan Kobes, ilustrace Jan Fischer
- 1968 – 2. vydání, nakladatelství Blok, obálka Milan Zezula, přílohy: Z Bobří hráze, Tábor – podnik pro celé muže, Hry v klubovně a venku, hra Poselství ze Stínadel
- 1968 – 3. vydání, nakladatelství Blok, obálka Milan Zezula, přílohy: Z Bobří hráze, Tábor – podnik pro celé muže, Hry v klubovně a venku
- 1969 – 4. vydání, nakladatelství Blok, obálka Milan Zezula, přílohy: Z Bobří hráze, Tábor – podnik pro celé muže, Hry v klubovně a venku
- 1970 – 5. vydání, nakladatelství Blok, obálka Milan Zezula, přílohy: Z Bobří hráze, Tábor – podnik pro celé muže, Hry v klubovně a venku
- 1985 – zahraniční vydání v češtině, nakladatelství Obrys/Kontur v Mnichově, ilustrace Jan Fischer
- 1992 – 6. vydání, nakladatelství Olympia, ilustrace Jan Fischer, obálka Ervín Urban, ISBN 80-7033-160-7 (edice Sebrané spisy, sv. 6)
- 1993 – dotisk 6. vydání, nakladatelství Olympia, ilustrace Jan Fischer, obálka Ervín Urban, ISBN 80-7033-160-7 (edice Sebrané spisy, sv. 6)
- 1994 – dotisk 6. vydání, nakladatelství Olympia, ilustrace Jan Fischer, obálka Ervín Urban, ISBN 80-7033-160-7 (edice Sebrané spisy, sv. 6)
- 1997 – 7. vydání, nakladatelství Olympia, ilustrace Jan Fischer, obálka Ervín Urban, ISBN 80-7033-493-2 (edice Sebrané spisy, sv. 6)
- 1999 – dotisk 7. vydání, nakladatelství Olympia, ilustrace Jan Fischer, obálka Ervín Urban, ISBN 80-7033-493-2 (edice Sebrané spisy, sv. 6)
- 2003 – 8. vydání, nakladatelství Olympia, ilustrace Jan Fischer, obálka Ervín Urban, ISBN 80-7033-779-6 (edice Sebrané spisy, sv. 6)
- 2005 – dotisk 8. vydání, nakladatelství Olympia, ilustrace Jan Fischer, obálka Ervín Urban, ISBN 80-7033-779-6 (edice Sebrané spisy, sv. 6)
- 2019 – 9. vydání, nakladatelství Albatros, ilustrace Jiří Grus, příloha: Poselství ze Stínadel, ISBN 978-80-00-05417-9 (řada Foglarovky)
- 2020 – 10. vydání, nakladatelství Albatros, ilustrace Jan Fischer, ISBN 978-80-00-06066-8 (sběratelské vydání, podle 1. knižního vydání)
- 2022 – 11. vydání, nakladatelství Albatros, ilustrace Jiří Grus, příloha: Poselství ze Stínadel, ISBN 978-80-00-06659-2 (řada Foglarovky)
- 2023 – 12. vydání, nakladatelství Albatros, ilustrace Jan Fischer, ISBN 978-80-00-07140-4 (sběratelské vydání, podle 1. knižního vydání)

Vydání z roku 1992 je v tiráži označeno jako 8., neboť jsou započítána i dvě vydání v souboru Dobrodružství v temných uličkách.

### Další vydání
Další česká vydání:
- 1940–1941 – na pokračování jako vkládaná příloha Mladého hlasatele (č. 1–19, 21–28)
- 1968–1969 – na pokračování v novinách Zář Mladoboleslavska (od 26. března 1968 více než rok)
- 1968–1969 – na pokračování jako vkládaná příloha časopisu Ostravský kulturní zpravodaj (č. 10/1968 – 11/1969)
- 1990 – v souboru Dobrodružství v temných uličkách, 1. souborné vydání, nakladatelství Olympia, ilustrace Marko Čermák
- 1991 – v souboru Dobrodružství v temných uličkách, 2. souborné vydání, nakladatelství Olympia, ilustrace Marko Čermák, ISBN 80-7033-147-X
- 2005 – v souboru Rychlé šípy ve Stínadlech, 3. souborné vydání, nakladatelství Olympia, ilustrace Milan Teslevič, ISBN 80-7033-894-6
- 2015 – v souboru Rychlé šípy ve Stínadlech, 4. souborné vydání, nakladatelství Olympia, ilustrace Milan Teslevič, ISBN 978-80-7376-406-7

Cizojazyčná vydání:
- 1958 – Tajemniczy cylinder, polsky, nakladatelství Śląsk
- 1970 – Záhada hlavolamu, slovensky, nakladatelství Mladé letá
- 1971 – Sündisznó a ketrecben, maďarsky, nakladatelství Madách a Móra
- 1991 – Záhada hlavolamu, slovensky, nakladatelství Mladé letá, ISBN 80-06-00342-4

## Adaptace
Ostravský rozhlas vysílal na přelomu let 1965 a 1966 soutěžní hru Záhada hlavolamu. O prázdninách roku 1966 vysílala román jako četbu na pokračování rozhlasová stanice Československo 1, v roce 1968 byl čten rozhlasem po drátě do Mladé Boleslavi. Roku 1997 byla Záhada hlavolamu čtena na pokračování v pořadu Rádio na polštář na stanici Český rozhlas 2 – Praha. Vyprávěl Alfred Strejček za kytarového doprovodu Štěpána Raka. Dramatizaci Záhady hlavolamu natočil v roce 1990 Supraphon (autorem hudby je Zdeněk Merta, příběh vypráví Ladislav Mrkvička), roku 1991 vyšla v podobě 2LP. V letech 1999 a 2007 byla mírně zkrácená verze vydána na CD, v roce 2017 vydal verzi o plné délce v digitální podobě Supraphon. Roku 2019 vyšla v nakladatelství Albatros audiokniha, román čte David Matásek.
V letech 1969–1970 byl premiérově vysílán televizní seriál Záhada hlavolamu režiséra Hynka Bočana, jehož scénář vznikl kombinací motivů z románů Záhada hlavolamu a Stínadla se bouří a v malé míře i z komiksů o Rychlých šípech. Roku 1993 byl do kin uveden celovečerní film Záhada hlavolamu režiséra Petra Kotka, který je románovou adaptací prvního dílu trilogie.
Komiksové zpracování Záhady hlavolamu vyšlo v roce 1971 v nakladatelství Novinář, podle Foglarova scénáře ho nakreslil Marko Čermák. Roku 1990 vyšlo poprvé v souborném vydání formátu A4 společně s komiksovou adaptací románu Stínadla se bouří rovněž v Novináři. Nakladatelství Olympia poprvé vydalo barevnou verzi komiksu roku 1999 v souborné knize Svorní gambusíni a jiné příběhy.

## Pokračování
Záhada hlavolamu je prvním dílem Stínadelské trilogie Rychlých šípů. Krátce po skončení druhé světové války napsal Foglar navazující román Stínadla se bouří, který vycházel na pokračování v letech 1946–1947, knižně poprvé v roce 1970. Třetí a záveřečný díl trilogie Tajemství Velkého Vonta byl vydán v malém nákladu roku 1986 v zahraničí, v Československu jej čtenáři mohli poprvé číst v roce 1990 v souboru Dobrodružství v temných uličkách. Prvního řádného vydání se dočkal roku 1992. 